# Johannes Althusius
Johannes Althusius (Diedenshausen, 1563 circa – Emden, 12 agosto 1638) è stato un giurista, filosofo e teologo tedesco.
In italiano è indicato anche come Altusio o, meno correttamente, Althusio.

## Biografia
È stato insegnante nella piccola università riformata calvinista di Herborn, ma la sua era una formazione classica in utroque iure. Il suo vero nome è sconosciuto, perché nelle sue opere si firmava solo con la versione latinizzata.
È stato a capo del governo della città di Emden dal 1604 fino alla morte.

## LaPolitica Methodice Digesta
È famoso soprattutto per la sua opera del 1603 Politica methodice digesta Atque Exemplis Sacris et Profanis Illustrata che lo ha fatto considerare il primo vero pensatore federalista e un sostenitore della sovranità popolare. L'opera è considerata l'atto di nascita del diritto pubblico moderno. Nel titolo "Politica Methodice Digesta" (scienza del diritto pubblico redatta in maniera sistematica), riprende il termine aristotelico "politica" come sinonimo di "diritto pubblico", un uso che rimarrà quantomeno fino a Rousseau. L'impianto dell'opera è rivoluzionario: niente più metodo dialettico con un quesito e tutte le risposte per trovare alla fine la soluzione, ma un metodo dogmatico, una definizione che viene spiegata allegando fonti e dottrine (quasi tutte moderne). In pratica l'opera è una serie di definizioni e fra una e l'altra, scritti con caratteri più piccoli, gli excursus sulla definizione, come delle note. Nel 1614 ne pubblica una seconda edizione. 
Nel 1602 aveva pubblicato lo scheletro del Politica Methodice Digesta, la De regno recte instituendo ac administrando, 75 definizioni, principi fondamentali di diritto pubblico e amministrativo, accompagnate a volte da cenni alle fonti
L'opera di Althusius non è solo una dottrina calvinista, ma è una dottrina scientifica, con un forte recupero della centralità del diritto naturale in opposizione all'assolutismo francese e a Bodin (da cui prende moltissimo). Althusius rifiuta che la legge sia totalmente nelle mani del sovrano e che al singolo resti solo la coscienza. Il sovrano non può a suo piacimento cambiare la legge, perché non esistono leggi che non abbiano un contenuto morale. Se la legge è moralmente adiafora
, non è una legge ma un capriccio. Una legge per essere tale deve avere un contenuto etico, il quale non può che essere il diritto naturale, perciò da questo contenuto etico sono legittimate le resistenze degli individui, qualora la norma avesse un contenuto pervertitore del diritto naturale.
Sempre in quest'opera Althusius dice che Dio ha creato l'uomo come creatura socievole fin dall'inizio. Il diritto nasce con la società (ubi societas, ibi ius di Cicerone), con la relazione, e la prima forma di relazione è il coniugio, l'incontro fra i due sessi: l'origine del diritto quindi sta nella creazione dell'uomo nella sua diversità di genere. Da lì nascono le formazioni sociali e da queste la formazione sociale più complessa ed elaborata. Lo stato è un corpo insieme di più corpi, formazioni sociali (non di individui) e il vincolo che tiene assieme i corpi sociali è il diritto; il diritto è il sistema delle relazioni pattizie che tiene assieme la società, per cui ha natura fondamentalmente contrattuale, che può essere tacita (consuetudini) o esplicita. 
Secondo Althusius la legge fondamentale dello Stato, il principio ordinatore, è la distinzione tra governanti e governati.
Il giurista tedesco afferma che l'uomo è naturalmente socievole, perché tale è stato creato da Dio. Società e diritto sono coessenziali. Vale il brocardo Ubi societas, ibi ius.
Immagina un eforato, una sorta di Corte Costituzionale, ispirandosi agli efori che nell'antica Sparta controllavano che il re non eccedesse i propri limiti.
Prevede il diritto di resistenza contro la tirannide.